# 香田雅隆
香田 雅隆（こうだ まさたか、1960年 - ）は、日本の実業家。北海道第三セクターCFO。佐賀県小城市出身。経営管理修士（MBA）。

## 略歴
佐賀県立小城高等学校を経て、小樽商科大学大学院商学研究科アントレプレナーシップ専攻修了（経営管理修士）MBA。
日本航空在勤中、株式会社ニトリへ出向し、社内出張旅費内製化を目的としたニトリツアーを開設した。
小樽観光協会事務局長を務めた。北海道労働局カウンセラーを経て北海道第三セクター入局。